# Облачно, возможны осадки в виде фрикаделек (франшиза)
«Облачно, возможны осадки в виде фрикаделек» (англ. Cloudy with a Chance of Meatballs) — медиа-франшиза, созданная Sony Pictures Animation и частично основанная на одноимённой детской книге Джуди Барретт. Фильмы получили в целом положительные отзывы критиков. Сериал собрал 517 миллионов долларов в прокате.

## Фильмы

### Облачно, возможны осадки в виде фрикаделек (2009)
Флинт Локвуд, непризнанный юный учёный-гений, пытается изменить мир к лучшему и спасти от однообразной еды из сардин свой родной городок на островке под названием Поплавок, затерянный, по его словам, под буквой «А» в Атлантическом океане. Изобретения Флинта кажутся жителям города бессмысленными или опасными, поддержку ему оказывает только мама (в детстве), но его новое творение — машина, превращающая воду в еду (Флинта Локвуда «Диатонический Супер Мутирующий Динамический Репликатор ЕДы» или сокращённо — Ф. Л.Д. С.М. Д. Р. Ед) — должно понравиться всем! Он пытается её включить, подключившись к городской электростанции, но в итоге машина улетает в небо, а Флинт срывает торжественное открытие парка аттракционов для будущих туристов.
Казалось бы, всё потеряно, но во время разговора Флинта на причале с Сэм Спаркс, стажёркой на телевидении, с неба начинают сыпаться гамбургеры. Сэм приехала в Поплавок за тем, чтобы говорить о погоде, но погода получилась «съедобная», и теперь перед Флинтом ежедневно выстраиваются очереди из желающих заказать себе вкусные «осадки». Флинт ухаживает за Сэм и создает для неё дворец из желе, она рассказывает ему о своей любви к метеорологии и признается, что и сама в детстве была ботаником, но изменилась ради признания сверстников. Флинту удается помириться со своим бывшим обидчиком — полицейским Эрлом, устроив его сыну на день рождения «день мороженого».
Популярность острова растет, и мэр требует от Флинта шикарного праздника с морем вкусностей, пренебрегая показаниями «бедометра» Флинта — уровень опасности достигает жёлтого вследствие роста заказов горожан, а с неба падают гигантские мутировавшие хот-доги… Во время праздника машина перегревается, и остров, а за ним и крупные мировые столицы подвергаются осадкам и торнадо из спагетти, блинчиков и прочей еды. Катастрофа кажется неизбежной. Эрл руководит эвакуацией острова, а Флинт с Мэнни, оператором Сэм, самой Сэм, вернувшейся к образу ботаника, мартышкой Стивом и «малышом» Брентом, бывшим рекламным лицом фабрики сардин, летит на «Ездолёте-2» в эпицентр пищевого шторма — как выясняется, в гигантскую фрикадельку, внутри которой — машина. Им на помощь приходит отец Флинта, не одобрявший его изобретение из-за падения спроса на сардины и рыболовные принадлежности. Флинту в итоге удаётся уничтожить машину, но он не возвращается на «Ездолёте-2» со всеми. Его приносят крысоптахи — одно из его изобретений. Фильм заканчивается праздником в честь спасения планеты.

### Облачно, возможны осадки: Месть ГМО (2013)
Главный герой Флинт Локвуд и его девушка Сэм Спаркс мечтают открыть Научный центр «Спарксвуд», для чего рисуют план центра. Тем временем кумир его детства Честер-V прибывает на остров и объявляет очистку стран от объедков и просит всех жителей покинуть остров. Он также предлагает Флинту работу в компании Live corp. Флинт соглашается и занимается новыми изобретениями. Теперь он хочет стать мысленафтом и прилагает к этому все усилия, но у него это не получается. Позже Честер вызывает к себе Флинта и говорит, что его машина Ф. Л. Д. С. М. Д. Р. Ед. всё ещё работает и производит опасные живодукты (живые продукты), которые хотят захватить мир, и даёт устройство BS USB для её отключения. Флинт рассказывает об этом Сэм, которая хочет отправиться с ним и предлагает взять в спутники их друзей: Цыпу Брента, Эрла, Мэнни и Стива. Отец Флинта, Тим Локвуд, довозит команду до Поплавка и по просьбе Флинта остаётся на корабле.
Флинт и его друзья прибывают в родной город и поражаются, насколько сильно он стал похожим на джунгли. Они встречают живую клубничку Барри. Он крадёт у Флинта BS USB и в погоне за ним друзья находят целый мир живодуктов. Барри отдаёт BS USB, тем временем Честер прибывает на Поплавок, чтобы проследить за тем, чтобы Флинт нашёл Ф. Л. Д. С. М. Д. Р. Ед., и берёт чистонафтов в охрану. В то же время Тим Локвуд не может усидеть на месте и тоже отправляется на остров. Там он находит свой магазин сардин, встречает огурцов, которые их едят, и учит их ловить рыбу. Тем временем Честер рассказывает Флинту, что без друзей можно добиться большего и Цыпа-Брент является врагом Флинта. На привале Брент хочет дать Флинту тарелку ухи Мэнни, но Флинт испугался, что это яд, и выбрасывает её. Сэм говорит Флинту, что он поступил не по-дружески и друзья — лучшее, что есть на свете. Сэм хочет уговорить Флинта не отключать машину, так как она случайно заметила, что даже самые ужасные на вид живодукты не опасны. Но Флинт всё так же верит Честеру и не слушает Сэм. Флинт и его друзья расходятся. Сэм показывает своим друзьям, что живодукты не опасны. Чистонафты ловят ребят. Барри увидел происшествие и вызывает подмогу.
Флинт находит Ф. Л. Д. С. М. Д. Р. Ед. и хочет вставить BS USB, но замечает, как его изобретение порождает новых живодуктов, которые совсем не опасны. Он наконец понимает, что Сэм была права, и не хочет теперь отключать машину, но Честер всё же вставляет BS USB. Но машина не отключается, а лишь перепрограммируется. Честер говорит Флинту, что собирается создавать из живодуктов его лучшее изобретение — Liver-батончики 8.0, после чего сталкивает Флинта в пропасть. Флинт едва не погибает, но его спасают маленькие живодукты, с помощью которых он приплывает в сырный город, где его встречает отец. Флинт извиняется перед живодуктами за свою наивность и просит их о помощи. Живодукты помогают проникнуть в компанию Live corp. 2 и освобождают практически всех живодуктов, а остальные начинают битву с чистонафтами. Честер хочет забрать Ф. Л. Д. С. М. Д. Р. Ед., но его окружают, Барб забирает у Честера Ф. Л. Д. С. М. Д. Р. Ед., и его съедает паукбургер. Флинт извлекает из Ф. Л. Д. С. М. Д. Р. Ед.а BS USB и ставит его на место, Флинт и Тим Локвуд с остальными друзьями начинают рыбалку.